# Contea di Anping
La contea di Anping (安平县S, Ānpíng XiànP) è una contea della Cina, situata nella provincia di Hebei e amministrata dalla prefettura di Hengshui.